# Елизавета Мекленбург-Шверинская
Елизавета Александрина Мекленбург-Шверинская (10 августа 1869, Шверин, Мекленбург-Шверин — 3 сентября 1955, Бальдуинштайн) — дочь великого герцога Мекленбург-Шверинского Фридриха Франца II его третьей жены принцессы Марии Шварцбург-Рудольштадтской. В браке с Фридрихом Августом II, герцогом Ольденбургским, она стала последней герцогиней Ольденбургской.

## Семья
Елизавета была связана со многими королевских семьями Европы. Она была старшим ребёнком Фридриха Франца II, великого герцога Мекленбург-Шверинского и его третьей жены, принцессы Марии Шварцбург-Рудольштадтской. Она была старшей сестрой Генриха, принца-консорта Нидерландов, мужа королевы Нидерландов Вильгельмины, что делает её теткой королевы Юлианы. Она также приходилась младшей сводной сестрой Фридриху Франца III, великому герцогу Мекленбург-Шверинского. Через Фридриха Франца, она была теткой Александрины, королевы Дании, и Цецилии, наследной принцессы Германии. Елизавета была сводной сестрой Марии, великой княгини, которая была матерью великого князя Кирилла Владимировича, претендента на русский престол.
По отцу её дедушкой был Пауль Фридрих, великий герцог Мекленбург-Шверинский, внук российского императора Павла I, а бабушкой — принцесса Александрина Прусская, дочь прусского короля Фридриха Вильгельма III. По матери она была внучкой принца Адольфа Шварцбург-Рудольштадтского и принцессы Матильды Шенбург-Вальденбургской.

## Брак и дети
24 октября 1896 года Елизавета вышла замуж за Фридриха Августа, наследного великого герцога Ольденбургского. Его первая жена Елизавета Анна Прусская умерла, оставив только одну дочь. Фридрих Август, таким образом, нуждался в наследнике мужского пола. Он стал герцогом Ольденбургским в 1900 году, и Елизавета стала герцогиней Ольденбургской. Супруги состояли в дальнем родстве: Фридрих Август приходился Елизавете четвероюродным дядей, их общим предком был Фридрих Евгений, герцог Вюртембергский, дед российских императоров Александра I и Николая I.
У них было пятеро детей:
- Николаус Фридрих Вильгельм, наследный великий герцог Ольденбурга (1897—1970), женился на принцессе Елене Вальдек-Пирмонтской.
- Фридрих Август (1900), умер во младенчестве.
- Александрина (1900), умерла в детстве.
- Индеборга Аликс (1901—1996), вышла замуж за принца Александра Штефана Виктора Шаумбург-Липпе.
- Альтбурга Мария Матильда Ольга (1903—2001), вышла замуж за Иосия, наследного принца Вальдек-Пирмонтского.

Фридрих был вынужден отречься от престола в конце Первой мировой войны, когда его княжество вступило в немецкую республику. Он и его семья поселились в замке Растеде, где он вёл сельское хозяйство.
В 1931 году Фридрих умер в Растеде. Елизавета умерла 3 сентября 1955 года, будучи вдовой в течение 24 лет.

## Титулы
- 10 августа 1869 — 24 октября 1896: Её Высочество Герцогиня Елизавета Мекленбург-Шверинская
- 24 октября 1896 — 13 июля 1900: Её Королевское Высочество Наследная герцогиня Ольденбургская
- 13 июля 1900 — 24 февраля 1931: Её Королевское Высочество Герцогиня Ольденбургская
- 24 февраля 1931 — 3 сентября 1955: Её Королевское Высочество Вдовствующая герцогиня Ольденбургская